# Сидамо (регион)

Сидамо на карте Эфиопии

Сидамо (амх. ሲዳሞ) — бывшая провинция (регион) Эфиопии, существовавшая в 1942—1994 годах. Располагалась в юго-западной части страны. Столица — город Ауаса.
Провинция Сидамо была образована в 1942 году после освобождения Эфиопии от итальянской оккупации.
По данным 1970 года провинция Сидамо имела следующее административное деление:
| Субпровинции                                | Районы |
| ------------------------------------------- | --- |
| 1. Арэро (центр — Ябело)                    | 1. Агэрэ-Марьям (центр — Агэрэ-Марьям (Альга)) 2. Арэро (центр — Арэро) 3. Бурджи (центр — Сойема) 4. Тэльтэлэ (центр — Тэльтэлэ) 5. Ябело (центр — Ябело)                                                             |
| 2. Борэна (центр — Нэгэле)                  | 1. Дэло (центр — Дэло) 2. Коркора (центр — Хора-Кэло) 3. Либэн (центр — Нэгэле) 4. Мега (центр — Мега) 5. Мояле (центр — Мояле)                                                                                        |
| 3. Джэмджэм (центр — Кыбрэ-Мэнгыст (Адола)) | 1. Адола (центр — Кыбрэ-Мэнгыст (Адола)) 2. Арореса (центр — Мэджо) 3. Боре (центр — Йирба-Мада) 4. Ода-Шакисо (центр — Ода-Шакисо) 5. Уадэра (центр — Уадэра) 6. Урага (центр — Солемо)                               |
| 4. Дэраса (центр — Дилла)                   | 1. Амаро (центр — Кэле) 2. Буле (центр — Буле) 3. Йирга-Чэффе (центр — Йирга-Чэффе) 4. Уонаго (центр — Уонаго) 5. Фысыха-Гэннэт (центр — Чэлелекту)                                                                    |
| 5. Сидама (центр — Йирга-Алем)              | 1. Агэрэ-Сэлам (центр — Агэрэ-Сэлам (Хула)) 2. Алета-Уондо (центр — Уондо) 3. Арбе-Гона (центр — Арбе-Гона) 4. Ауаса (центр — Ауаса) 5. Бонса (центр — Дае) 6. Дале (центр — Рас-Дэста-Бэр) 7. Шэбэдино (центр — Леку) |
| 6. Уоламо (центр — Соддо)                   | 1. Болосо (центр — Арэка) 2. Дамот-Гале (центр — Бодити) 3. Дамот-Уойде (центр — Бэдеса) 4. Коеша (центр — Бэле) 5. Оффа (центр — Гесуба) 6. Соддо-Зурия (центр — Соддо) 7. Хумбо (центр — Хумбо-Тэбэла)               |

В 1974 году провинция Сидамо была, как и все провинции Эфиопии, преобразована в регион.
В 1994 году после введения нового административного деления Эфиопии регион Сидамо был упразднён, а его территория разделена между Оромией, Сомали и регионом наций, национальностей и народов Юга.